# Tevfik Esenç
Tevfik Esenç (* 1904 in Hacıosman, Landkreis Manyas; † 7. Oktober 1992 ebenda) war ein Türke, dessen Vorfahren aus dem Kaukasus stammten und der wie die meisten Mitglieder seiner ursprünglich Ubychisch sprechenden Ethnie im Exil in der Türkei lebte. Er war der letzte Sprecher dieser mit seinem Tod ausgestorbenen kaukasischen Sprache Ubychisch und hat dadurch maßgeblich zu deren Erforschung beigetragen.

## Leben
Die Vorfahren von Esenç waren mit Ende des Kaukasuskrieges 1864, also 40 Jahre vor seiner Geburt, unter russische Herrschaft geraten und aufgrund der damit einhergehenden harten Behandlung durch Russland wie praktisch die gesamte ubychische und wie Teile der übrigen muslimischen Bevölkerung (etwa der Tscherkessen) des Nordkaukasus in die heutige Türkei (insbesondere in die Marmararegion) geflohen oder vertrieben worden.
Esenç war Bauer und hatte drei Söhne, die seiner Angabe nach das Ubychische jedoch nicht erlernt hatten. Er lebte im Dorf Hacıosman in der Provinz Balıkesir und war dort Bürgermeister, bis er eine Stelle in Istanbul bekam.
Esenç trug als Informant und Mitarbeiter des französischen Sprachforschers Georges Dumézil maßgeblich dazu bei, das aussterbende Ubychisch wissenschaftlich aufzuzeichnen. Dumézil erachtete die Erforschung der ubychischen Sprache für in doppelter Hinsicht interessant, da weltweit kaum eine Sprache so viele verschiedene Konsonanten (insgesamt bis zu 80) enthält wie das Ubychische, das jedoch gleichzeitig über lediglich zwei phonemische Vokale verfügt. Zudem führte Dumézil mehrere Studien zur Erforschung der Frage durch, ob Ubychisch in Verbindung zur indoeuropäischen Sprachfamilie steht.
Ausgestattet mit einem sehr guten Erinnerungsvermögen und einem Verständnis für fremde Sprachen, arbeitete Esenç mit Dumézil und den vielen anderen Sprachforschern mehrerer Generationen, die ihn besuchten, sehr gut zusammen. Am Ende wurde nicht nur ein Großteil der Wörter dieser ausgestorbenen Sprache, sondern auch die Mythologie und die Kultur der Ubychen von den Wissenschaftlern schriftlich festgehalten.
Esenç sprach nicht nur Ubychisch und fließend Türkisch, sondern auch den fast ausgestorbenen Hakuchi-Dialekt des Adygeischen.
Mit seinem Tod im Jahr 1992 verstarb der letzte bekannte Sprecher des Ubychischen.

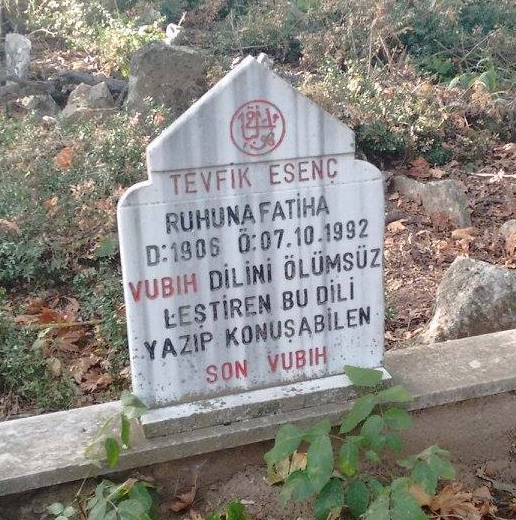
Grabstein von Tevfik Esenç. Die Beschriftung besagt: vubih dilini ölümsüz leştiren bu dili yazıp konuşabilen son vubıh (deutsch etwa: „Er verewigte die ubychische Sprache, die er schreiben und sprechen konnte, als letzter Ubyche.“)